# Dipeno
Dipeno (in greco antico: Δίποινος?, Dipoenus; Creta, 580 a.C. – ...) è stato uno scultore greco antico.

## Biografia
Dipeno, associato spesso artisticamente al fratello Scilli, fu allievo e forse figlio di Dedalo.
Secondo la testimonianza di Plinio il Vecchio, nacque a Creta, come il fratello, durante la cinquantesima Olimpiade (580-572 a.C.) e con lui si trasferì sul continente, lavorando nel corso della sua carriera soprattutto ad Argo e a Sicione.
L'importanza di Dipeno è dovuta prevalentemente al fatto, ricco di conseguenze, di aver introdotto l'influsso cretese nell'arte peloponnesiaca.
A Sicione realizzò, sempre assieme al fratello, per incarico dello stato, le statue di Apollo, Artemide, Eracle e Atena.
In base alla documentazione di Plinio (Naturalis historia, XXXVI, 9), Dipeno e il fratello scapparono e trovarono rifugio in Etolia, lasciando incompleto lavoro, ma l'oracolo di Delfi impose ai Sicionî di richiamare i maestri.
In contrasto con quanto sostiene Plinio, secondo il quale Dipeno lavorò solo il marmo pario, Pausania riferisce ai due artisti il gruppo dei Dioscuri ad Argo, scolpiti con i cavalli, le mogli e i figli in legno d'ebano con incrostazioni di avorio.
Questa notizia è particolarmente interessante perché è la prima relativa a una scultura in avorio e altra materia e fa supporre che siano stati Dipeno e Scilli a introdurre in Grecia la tecnica criselefantina.

## Opere
- Statue di Apollo, Artemide, Eracle e Atena a Sicione;
- Gruppo dei Dioscuri ad Argo;